# Tiro de arco

Principales métodos de tiro de arco
Fig. 1: Tiro de arco del Mediterráneo
Fig. 2: Tiro de pellizco
Fig. 3: Tiro de arco de los Mongoles.

El tiro de arco es un método usado para el tiro con arco. Actualmente, el método más común es el tiro de arco del Mediterráneo, por un largo tiempo fue el usual método europeo de tiro con arco. Otros métodos incluyeron el tiro de pellizco y el tiro de arco de los Mongoles.

## Tiro de pellizco o "primer lanzamiento"
El tiro de pellizco aprieta el final de la flecha entre el pulgar y el índice. Mucha gente usa este tiro naturalmente cuando comienzan sus tiros. La ventaja de este tiro es que el lanzamiento de la flecha es "limpio", o sea, fuera de movimientos externos. Es por esto que este lanzamiento previene el tiro rígido a menos que el arquero posea una fuerza enorme en los dedos. Este método se extendió en el tiro con arco tradicional en las Américas. La flecha puede ponerse en varios lugares del arco.

### Variaciones
En el "segundo lanzamiento" el dedo índice y el pulgar pellizcan la parte inferior de la flecha como en el "primer lanzamiento". Adicionalmente, el dedo medio y el dedo anular son usados para mantener la cuerda.
Este es un lejano desarrollo en el "tercer lanzamiento"; el dedo índice no solo presiona la parte superior de la flecha, sino que también aprovecha el estiramiento de la cuerda. Estas variantes fueron también usadas en las Américas, apareciendo en ayuda a Senaquerib y tiene descripciones de Tailandia y las Islas Andamán. Puede ser usado por arqueros scythian representados en la Cerámica de figuras negras grecas

## Tiro de arco del Mediterráneo
Esta es cumplido por el dedo índice en la cuerda encima de la flecha, y el dedo medio y anular en la cuerda, debajo de la flecha. Normalmente, la flecha es puesta a la izquierda del arco. El tiro moderno mantiene el esfuerzo en la mano al mínimo. El único trabajo de la mano es al hacer el esfuerzo requerido para mantener el hilo del arco en los dedos. La muñeca está fuera del disparo flexionado desde el arco. Estas flechas mantienen menos presión en la mano, y así, obtienes más relajación en el lanzamiento de la mano. Esto, generalmente, resulta con más puntería y consistencia en el tiro.
El tiro del mediterráneo o sus variantes son la única forma tradicional que avalan en Europa; este tipo de tiro es también nativo del Medio Oriente, aparentemente, en los cuchillos de Assyrian fueron usados en todos los periodos. En el presente, este método es por muy lejos del método popular de lanzamiento de tiro con arco. Ahora, no se usa este método por casi toda la curvatura que toman los arcos tradicionales con sus respectivos arqueros.

### Variaciones
Existen variaciones en este tiro, que incluye el uso de dos dedos. Esto permite un tiro más exacto o "limpio". Es decir, más esfuerzo es puesto en los dos dedos, resultando con más tensión. Actualmente, este método de lanzamientos es muy poco usual. Es descrito como un uso por arqueros Eskimo y en las imágenes reales del Imperio Sasánida.
Los arqueros de tiro largo a menudo necesitan el dedo índice, medio y anular en la cuerda para sostener la flecha. Esta atrae a la flecha acercándola al ojo, facilitando el "punto de exactitud" y el tiro intuitivo, además, permite al arquero caminar mientras dispara, facilitando la técnica.